# Nino Caruso
(Nino Caruso - Ceramica Raku - 1982)
Nino Caruso, all'anagrafe Antonio Caruso (Tripoli, 19 aprile 1928 – Roma, 19 gennaio 2017), è stato un ceramista, scultore e designer italiano.

## Biografia

### Gli inizi
Proveniente da una famiglia siciliana di Comiso, Nino Caruso nasce e cresce a Tripoli dove frequenta le scuole elementari. Il 1 giugno del 1940 viene imbarcato insieme a centinaia di bambini sulla nave "Duilio" per raggiungere le colonie estive sulla costa adriatica. Dopo dieci giorni scoppia la guerra che gli preclude il ritorno a casa in Libia; viene quindi trasferito in un collegio a Ferrara dove rimarrà due anni, lontano dalla propria famiglia. Rientra a Comiso nel 1942 presso la casa dei nonni materni e frequenta la scuola professionale di tipo industriale a Vittoria. Per motivi economici interrompe gli studi a 16 anni e inizia a lavorare in un oleificio fino a quando nel 1947, grazie ad un permesso dell'autorità britannica, può ricongiungersi con la famiglia a Tripoli. Qui viene assunto all'Alfa Romeo come tornitore meccanico e diventa segretario del sindacato dei lavoratori. Partecipa e coordina le attività del clandestino Partito Comunista Libico,  impegno che causerà nel 1951 la sua espulsione da Tripoli, insieme a Valentino Parlato ed altri compagni.

### Villa Massimo, gli anni 50 e le prime mostre
Dopo l'espulsione raggiunge Roma e viene introdotto dal ceramista comisano Salvatore Meli a Villa Massimo, dove conosce Guttuso, Mazzacurati, Leoncillo, Brunori, Greco e gli scrittori Carlo Levi, Cesare Zavattini, Enrico D'Arrigo. Frequenta gli artisti di Piazza del Popolo, Via Margutta, Via del Babuino e dopo il servizio militare, nel 1954 decide di intraprendere l'attività di ceramista, diplomandosi presso l'Istituto Statale di Arte di Roma. Nel 1956 espone per la prima volta alla galleria "L'incontro" insieme a Renato Guttuso, ma dopo qualche giorno un incendio distrugge diverse opere di entrambi gli artisti. Nel 1957 invitato da Zoran Krzisnik, al tempo direttore della galleria d'arte moderna di Lubiana, espone per la prima volta all'estero presso la galleria Jacopicef.

### Gli anni 60 e l'incontro con il design industriale

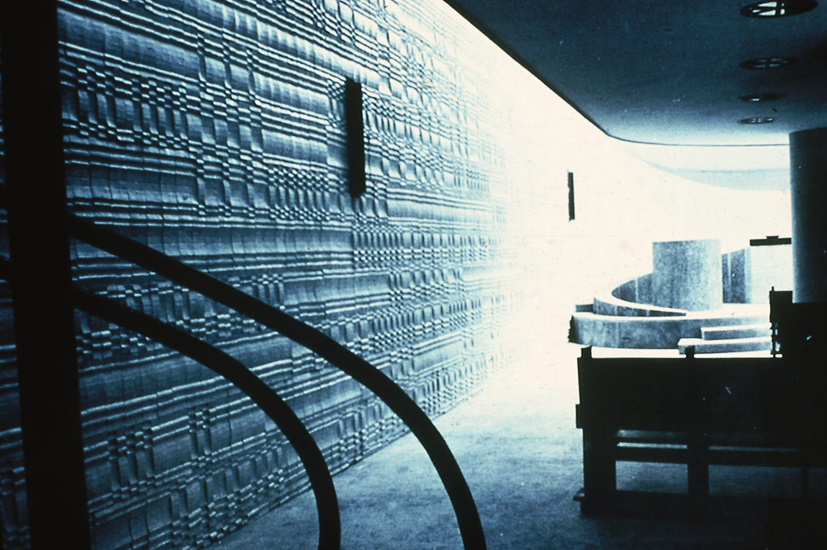
Bassorilievo continuo

Nel 1961 sposa Marisa Nannetti da cui avrà due figli (Stefano ed Andrea).
Tre anni più tardi realizza il monumento alla resistenza nella città di Pesaro per il quale ottiene il premio INARCH.  Sempre nel 1964 realizza una pannello di rivestimento raffigurante un disegno di Renato Guttuso su incarico dello stesso artista presso la Banca Commerciale Italiana di Palermo.
A partire dal 1965 inizia ad usare il polistirolo per realizzare stampi a colaggio in cui versa l'argilla, rivoluzionando il suo metodo di lavoro. Continuando a sperimentare, realizza sculture in diversi materiali, alla ricerca di un nuovo rapporto scultura-architettura.
Inizia un profondo studio della modularità che assume una precisa funzione architettonica, sistema che gli aprirà collaborazioni significative con le aziende Ceramica Cava a Cava dei Tirreni e Marazzi ceramiche a Sassuolo. Nel 1966-67 realizza l'intera superficie delle pareti interne della Chiesa Evangelica di Savona progettata dall'architetto Carlo Aymonino.
Diventato membro del World Crafts Council presso la Columbia University di New York, partecipa alle direzioni di Montreux in Canada nel 1966 e di Lima in Perù nel 1968.
Nel 1966 contribuisce insieme a Carlo Zauli, Pompeo Pianezzola, Alessio Tasca, Nanni Valentini e altri alla costituzione del Centro Italiano delle Produzioni d'Arte (CIPA) di cui assume il ruolo di segretario con la presidenza affidata all'architetto Gio Ponti. Nel 1967 vince il primo premio alla Biennale del Metallo di Gubbio. Dopo lo scioglimento del CIPA, dal 1968 al 1985 fonda il Centro Internazionale di Ceramica con sede nel proprio studio di Roma, presso l'antico monastero della confraternita del Pio Sodalizio dei Piceni, coinvolgendo artisti da tutto il mondo.
Nel 1970 sostituisce lo scultore Leoncillo Leonardi, prematuramente scomparso, all'Istituto Statale di Arte di Roma, vincendo il concorso per la cattedra di progettazione ceramica, che insegnerà per quindici anni.

### Gli anni settanta - novanta

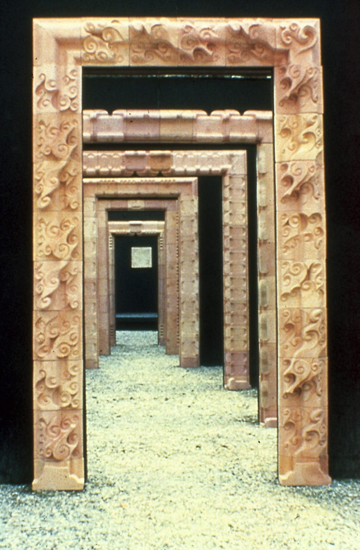
Portali - Fortezza Sangallo

Dalla metà degli anni settanta stringe collaborazioni frequenti con alcune università statunitensi dove organizza mostre, workshop e seminari.
Matura gradualmente una vasta conoscenza delle tecniche ceramiche, come quelle antiche ancora in atto nelle civiltà orientali, e apprende direttamente, grazie a lunghi soggiorni in Giappone, le sperimentazioni più innovative. Nel 1973 si aggiudica un premio al Concorso Internazionale di Ceramica a Nagoya. Espone in una mostra personale itinerante a Kyoto presso la Asahi Gallery, al Centro di Ricerca Tokoname e all'Istituto Italiano di Cultura di Tokyo.

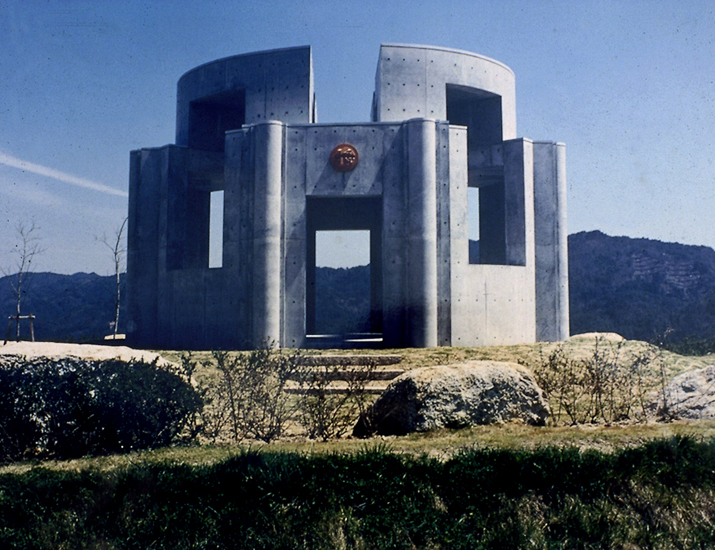
Il Vento e Le Stelle - Shigaraki Museum Ceramica National Park

Legato alle influenze delle antiche culture mediterranee, realizza una nuova serie di sculture ed elementi architettonici create con tecniche sia tradizionali sia innovative. Nel 1980, è segnalato dalla critica per il Catalogo Nazionale Bolaffi per la scultura. Nel 1985 durante le celebrazioni per "l'anno degli etruschi" espone in alcune città legate alla civiltà etrusca. La città di Orvieto apre un lungo percorso che si snoda attraverso Perugia, Arezzo, Firenze, Ferrara, Bagni Ducali, Civita Castellana.
Nel 1984 vince a Faenza il primo premio al Concorso Internazionale per l'Arredo urbano. Nel 1989 espone per la prima volta in Corea presso la Galleria d'Arte Moderna di Seoul mentre due anni più tardi realizza presso il Ceramic Cultural Park di Shigaraki in Giappone l'opera permanente "Il Vento e le stelle". Espone a Pechino nel 1992 e lo stesso anno realizza un bassorilievo permanente all'ingresso della stazione ferroviaria di Gijon in Spagna. Trasferisce definitivamente il suo studio a Todi e inizia una lunga attività in Umbria particolarmente a Torgiano che ospita un museo a lui intitolato e diverse opere permanenti open air.

### Il 2000: Cina e Corea

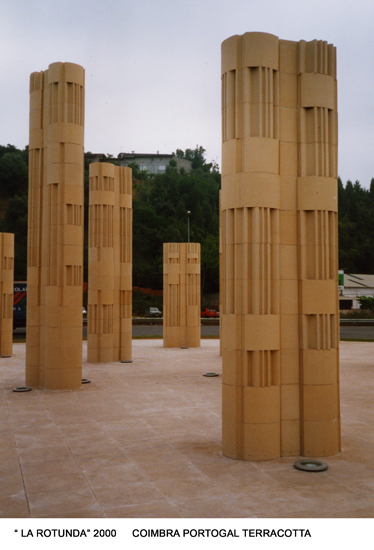
La Rotunda - Coimbra - Portogallo

Nel 2000 a Coimbra in Portogallo inserisce venti grandi sculture permanenti nella Piazza "La Rotunda". Nel 2005 il Clayarch Gimhae Museum in Corea lo invita per una personale e acquista due opere da destinare alla collezione permanente. Nel 2008 viene invitato a Guangzhou in Cina per un'esposizione ed una serie di conferenze e workshop sulla ceramica contemporanea. Nel 2010 ancora al Clayarch Gimhae Museum viene invitato come primo artista a partecipare ad una mostra intitolata Master Show.
In Italia nel triennio 2004-2006 ricopre il ruolo di direttore dell'Accademia delle Belle Arti di Perugia. Per il centenario della nascita di Leoncillo nel 2015 cura una mostra presso la Galleria Nazionale d'Arte Moderna di Roma intitolata "La scultura ceramica contemporanea in Italia".

## Pubblicazioni
- Nino Caruso, Ceramica Viva, Milano, Hoepli Editore, 1979, ISBN 88-203-3056-3.
- Nino Caruso, Ceramica Raku, Milano, Hoepli Editore, 1982, ISBN 8820313243.
- Nino Caruso, Decorazione Ceramica, Milano, Hoepli Editore, 1984, ISBN 9788820345228.
- Nino Caruso, Ceramica Oltre, Milano, Hoepli Editore, 1997, ISBN 8820324040.
- Nino Caruso, Dizionario illustrato dei materiali e delle tecniche ceramiche, Milano, Hoepli Editore, 2006, ISBN 8820336030.
- Nino Caruso, Una vita inaspettata, Roma, Castelvecchi Editore, 2016, ISBN 9788869446153.

## Televisione
- RAI 3: L'arte della ceramica (10 puntate), 1982.

## Nino Caruso nei musei
- Centro nazionale delle Arti di Tokyo
- MIC: Museo Internazionale della Ceramica - Faenza
- National Museum of Modern Art - Kyoto - Giappone
- Shigaraki Museum National Ceramica Park - Shigaraki - Giappone
- Museum Bellerive - Zurigo - Svizzera
- Taipei Modern Art Museum - Taipei - Taiwan
- Galerie Jakopicev - Lubiana - Croazia
- Museum der Stadt - Colonia - Germania
- Museum Fur Kunsthandwerk - Francoforte - Germania
- Tweed Museum - Duluth - Minnesota - USA
- Ohio State University Gallery - Columbus - Ohio - USA
- Everson Museum of Art - Syracuse - New York - USA
- Gardiner Ceramic Museum - Toronto - Canada
- Gimhae Clay Arch Museum - Korea
- Museo MACC (Museo Arte Ceramica Contemporanea) ideato e realizzato da Nino Caruso - Palazzo Malizia - Torgiano - Perugia

## Opere permanenti
- 1964 - Monumento alla Resistenza, Pesaro
- 1967 - Bassorilievo continuo, Chiesa Evangelica, Savona
- 1968 - Bassorilievo continuo, Galerie Les Champs, Parigi (distrutto)
- 1977 - Stazione Metropolitana di Marsiglia - Francia
- 1981 - Mead High School, Spokane, WA - USA
- 1984 - Ospedale di Tokyo e Municipio di Ogahara - Giappone
- 1987 - Consiglio regionale del Lazio - Roma
- 1987 - Bassorilievo, Piazza del Mercato, Pachino - Siracusa
- 1991 - The international Ceramic Cultural Park. Shigaraki - Giappone
- 1994 - Bassorilievo Stazione Ferroviaria Gijon - Spagna
- 1996 - Il Portale di Dioniso, Brufa - Perugia
- 2002 - La Rotunda di venti colonne, Coimbra - Portogallo